# 1654
Il 1654 (MDCLIV in numeri romani) è un anno  del XVII secolo.

## Eventi
- Esperimento detto degli emisferi di Magdeburgo, condotto da Otto von Guericke.
- Giovanni Battista Hodierna scopre l'Ammasso della Farfalla, la Galassia del Triangolo (M33), gli ammassi aperti M34 e M38.
- Vengono istituite le prime stazioni meteorologiche di cui si abbia documentazione, tra le quali la stazione meteorologica di Firenze Monastero degli Angeli, che operano a livello europeo nell'ambito della rete meteorologica granducale; anche a Bologna e a Parma iniziano nello stesso anno le osservazioni meteorologiche.
- Finiscono i lavori di costruzione del Taj Mahal ad Agra, in India.
- 15 aprile – Trattato di Westminster: La Repubblica delle Sette Province Unite riconosce l'atto di navigazione di Oliver Cromwell. Termina la Prima guerra anglo-olandese.
- 24 luglio – Il terremoto di Sora provoca gravi danni e centinaia di vittime tra Regno di Napoli e Stato della Chiesa.

## Nati

### Gennaio
- 10 gennaio - Giovanni Maria Gabrielli, cardinale italiano († 1711)
- 20 gennaio - Michiel de Swaen, retore, poeta e drammaturgo fiammingo († 1707)

### Febbraio
- 9 febbraio - Lorenz Wetter, politico e mercante svizzero († 1734)
- 19 febbraio - Antonio Bellucci, pittore e decoratore italiano († 1726)
- 20 febbraio - George Churchill, nobile, politico e ammiraglio inglese († 1710)

### Marzo
- 10 marzo - Giuseppe Bartolomeo Chiari, pittore italiano († 1727)
- 12 marzo - Jan Hoogsaat, pittore, incisore e decoratore olandese († 1733)
- 12 marzo - Giuseppe Passeri, pittore italiano († 1714)
- 22 marzo - Francesco Frosini, arcivescovo cattolico italiano († 1733)
- 25 marzo - Francisco Maria Píccolo, religioso, presbitero e missionario italiano († 1729)
- 28 marzo - Sofia Amalia Moth,  danese († 1719)
- 31 marzo - Lorenzo Cozza, cardinale italiano († 1729)

### Aprile
- 2 aprile - Heinrich Christoph Fehling, pittore tedesco († 1725)
- 9 aprile - Samuel Fritz, missionario e cartografo ceco († 1725)
- 15 aprile - Carlo d'Aquino, gesuita, letterato e lessicografo italiano († 1737)
- 23 aprile - Antonio Egon di Fürstenberg, principe († 1716)
- 27 aprile - Charles Blount, scrittore inglese († 1693)
- 30 aprile - Hendrik Frans Verbruggen, scultore belga († 1724)

### Maggio
- 3 maggio - Jacques Abbadie, pastore protestante, teologo e scrittore francese († 1727)
- 4 maggio - Kangxi, imperatore cinese († 1722)
- 13 maggio - Thomas Lennard, I conte di Sussex, nobile e politico inglese († 1715)
- 23 maggio - Nicodemus Tessin il Giovane, architetto svedese († 1728)
- 24 maggio - Angelo Marinali, scultore italiano († 1702)

### Giugno
- 22 giugno - Federico Pappacoda, presbitero, letterato e poeta italiano († 1719)
- 23 giugno - Richard Onslow, I barone Onslow, politico inglese († 1717)
- 23 giugno - Sofia di Sassonia-Weissenfels, principessa sassone († 1724)
- 24 giugno - Thomas Fuller, scrittore, medico e storico inglese († 1734)

### Luglio
- 1º luglio - Luigi Giuseppe di Borbone-Vendôme, nobile e generale francese († 1712)
- 9 luglio - Reigen, imperatore giapponese († 1732)
- 12 luglio - Gregorio Sellari, cardinale e teologo italiano († 1729)
- 14 luglio - Tommaso Bonaventura della Gherardesca, arcivescovo cattolico italiano († 1721)
- 25 luglio - Agostino Steffani, vescovo cattolico e compositore italiano († 1728)

### Agosto
- 3 agosto - Carlo I d'Assia-Kassel, nobile tedesco († 1730)
- 15 agosto - Giovan Giuseppe della Croce, religioso, santo e francescano italiano († 1734)
- 26 agosto - Alessandro Bon, condottiero e politico italiano († 1715)
- 26 agosto - Ascanio Gonzaga, militare e arcivescovo cattolico italiano († 1728)

### Ottobre
- 15 ottobre - Antonio Maria Haffner, pittore e presbitero italiano († 1732)
- 18 ottobre - Giovanni Federico di Brandeburgo-Ansbach, nobile tedesco († 1686)
- 26 ottobre - Giovanni Maria Lancisi, medico italiano († 1720)

### Novembre
- 9 novembre - Louis Boullogne II, pittore, incisore e disegnatore francese († 1733)
- 23 novembre - Jan van Kessel il Giovane, pittore fiammingo († 1708)

### Dicembre
- 10 dicembre - Giovan Gioseffo Dal Sole, pittore e incisore italiano († 1719)
- 13 dicembre - Robert Livingston il Vecchio, imprenditore scozzese († 1728)
- 17 dicembre - Prudenza Gabrielli Capizucchi, scrittrice e nobildonna italiana († 1709)
- 20 dicembre - Maria Anna Giuseppina d'Asburgo, nobile († 1689)
- 22 dicembre - Edmond Martène, monaco cristiano, storico e bibliotecario francese († 1739)
- 27 dicembre - Jakob Bernoulli, matematico e scienziato svizzero († 1705)
- 29 dicembre - Armand Bazin de Besons, arcivescovo cattolico e politico francese († 1721)

### Senza giorno specificato
- Francesco Albergotti, militare e scrittore italiano († 1717)
- Alexis Bidal d'Asfeld, ufficiale francese († 1689)
- Giovanni Bonazza, scultore italiano († 1736)
- Jan van Bunnick, pittore olandese († 1727)
- Gregorio Caloprese, filosofo, medico e matematico italiano († 1715)
- Charlotte-Rose de Caumont de La Force, nobildonna, scrittrice e poetessa francese († 1724)
- Giovanni Battista Costantini, attore teatrale italiano († 1720)
- Elia Del Re, matematico italiano († 1733)
- Louis Dorigny, pittore francese († 1742)
- Giovanni Evangelista Draghi, pittore italiano († 1712)
- Thomas Grey, II conte di Stamford, nobile e politico britannico († 1720)
- Bartolomeo Guidobono, pittore italiano († 1709)
- Étienne Loulié, musicista, pedagogo e teorico della musica francese († 1702)
- Vincent Lübeck, compositore e organista tedesco († 1740)
- Johannes Munnickhuysen, incisore e tipografo olandese († 1701)
- Antonio Maria Pacchioni, compositore italiano († 1738)
- William Paston, II conte di Yarmouth, nobile e politico inglese († 1732)
- Jean Pigeon, fisico francese († 1739)
- Anton Maria Piola, pittore italiano († 1715)
- Giacomo Antonio Ponsonelli, scultore italiano († 1735)
- Wenzel Ferdinand Popel von Lobkowitz, diplomatico austriaco († 1697)
- Hattori Ransetsu, poeta giapponese († 1707)
- Edward Ravenscroft, drammaturgo inglese († 1707)
- Richard Savage, IV conte Rivers, nobile, militare e politico inglese († 1712)
- William Seymour, III duca di Somerset, nobile inglese († 1671)
- Pier Francesco Tosi,  e compositore italiano († 1732)
- Pierre Varignon, matematico e presbitero francese († 1722)
- Barbara Villiers, nobildonna inglese († 1708)
- Daniel Voysin de La Noiraye, politico e nobile francese († 1717)
- Pieter Withoos, pittore e illustratore olandese († 1693)
- Antonio Zacco, militare italiano († 1723)
- Madame de Ventadour, nobile francese († 1744)
- Louis de Sacy, scrittore e avvocato francese († 1727)
- Giacomo del Pò, pittore e incisore italiano († 1726)
- Bernardina Sofia della Frisia orientale-Rietberg, contessa e badessa († 1726)

## Morti

### Gennaio
- 10 gennaio - Nicholas Culpeper, medico, botanico e astrologo britannico (n. 1616)
- 13 gennaio - Jacques Lemercier, architetto francese (n. 1585)
- 20 gennaio - Elisabeth Sophia Gyldenløve, nobile danese (n. 1633)
- 23 gennaio - Thomas Willeboirts Bosschaert, pittore, disegnatore e incisore olandese (n. 1613)

### Febbraio
- 4 febbraio - Pietro Mazzarino (n. 1576)
- 6 febbraio - Francesco Mochi, scultore italiano (n. 1580)
- 7 febbraio - Fulgenzio Micanzio, teologo e storico italiano (n. 1570)
- 8 febbraio - Jean-Louis Guez de Balzac, scrittore francese (n. 1597)
- 8 febbraio - John Talbot, X conte di Shrewsbury, nobile inglese (n. 1601)
- 12 febbraio - Luca da Reggio, pittore italiano (n. 1605)
- 16 febbraio - Francesco Bordoni, scultore italiano (n. 1580)

### Marzo
- 7 marzo - Ernesto Amedeo di Anhalt-Plötzkau, principe tedesco (n. 1620)
- 9 marzo - Pedro Álvarez de Toledo y Leiva, generale e diplomatico spagnolo
- 14 marzo - Jan van Balen, pittore fiammingo (n. 1611)
- 15 marzo - Jean Guiton, ammiraglio, politico e armatore francese (n. 1585)
- 21 marzo - Jean-François de Gondi, arcivescovo cattolico francese (n. 1584)
- 24 marzo - Samuel Scheidt, compositore e organista tedesco (n. 1587)
- 30 marzo - Aleksander Ludwik Radziwiłł, nobile e politico polacco (n. 1594)
- 30 marzo - Henry Seymour, lord Beauchamp, nobile inglese (n. 1626)

### Aprile
- 5 aprile - Atanasio III di Costantinopoli, arcivescovo ortodosso greco (n. 1597)
- 5 aprile - Ennio Bonifazi, organaro italiano (n. 1600)
- 5 aprile - Lorenzo Garbieri, pittore italiano (n. 1580)
- 5 aprile - Kaspar Leuw, condottiero e politico svizzero (n. 1575)

### Giugno
- 3 giugno - Alethea Talbot, nobildonna inglese (n. 1585)
- 7 giugno - Giovan Battista Andreini, attore teatrale e drammaturgo italiano
- 10 giugno - Alessandro Algardi, scultore italiano (n. 1598)
- 27 giugno - Johannes Valentinus Andreae, teologo tedesco (n. 1586)
- 27 giugno - Thomas Gataker, teologo e religioso inglese (n. 1574)
- 28 giugno - John Southworth, presbitero e missionario inglese (n. 1592)

### Luglio
- 9 luglio - Ferdinando IV d'Asburgo, re (n. 1633)
- 10 luglio - İslâm III Giray (n. 1604)
- 23 luglio - Orazio Grassi, matematico e architetto italiano (n. 1583)

### Agosto
- 7 agosto - Jan Savery, pittore olandese (n. 1589)
- 9 agosto - Ettore Capecelatro, giurista, magistrato e politico italiano (n. 1580)
- 11 agosto - Peter Franchoijs, pittore fiammingo (n. 1606)
- 11 agosto - Virgilio Malvezzi, scrittore, militare e politico italiano (n. 1595)
- 12 agosto - Cornelius Haga, diplomatico olandese (n. 1578)
- 28 agosto - Axel Oxenstierna, politico svedese (n. 1583)
- 29 agosto - Wouter van Twiller, politico olandese (n. 1606)
- 31 agosto - Ole Worm, medico, biologo e filologo danese (n. 1588)

### Settembre
- 5 settembre - Niccolò Longobardi, gesuita italiano (n. 1565)
- 6 settembre - Cristiano I del Palatinato-Birkenfeld-Bischweiler, duca tedesco (n. 1598)
- 8 settembre - Pietro Claver, gesuita, missionario e santo spagnolo (n. 1581)
- 17 settembre - Mario Cutelli, giurista e filosofo italiano (n. 1589)
- 19 settembre - Hugh Semple, matematico e gesuita scozzese (n. 1589)
- 27 settembre - Luigi di Guisa, nobile francese (n. 1622)
- 28 settembre - Jérôme Duquesnoy il Giovane, scultore e architetto fiammingo (n. 1602)

### Ottobre
- 4 ottobre - Marco Morosini, vescovo cattolico italiano (n. 1605)
- 12 ottobre - Carel Fabritius, pittore olandese (n. 1622)
- 15 ottobre - Samuel Bolton, presbitero e teologo inglese (n. 1606)
- 16 ottobre - Hercule de Rohan, nobile francese (n. 1568)
- 30 ottobre - Go-Kōmyō, imperatore giapponese (n. 1633)
- 31 ottobre - Francisco Correa de Arauxo, compositore e organista spagnolo (n. 1584)

### Novembre
- 5 novembre - Francesco Carducci, vescovo cattolico e letterato italiano (n. 1610)
- 10 novembre - Filippo Vitali, compositore e cantore italiano (n. 1590)
- 15 novembre - Lucrezia Dondi dall'Orologio Obizzi, nobile italiana (n. 1610)
- 26 novembre - Giovanni Battista Altieri, cardinale e vescovo cattolico italiano (n. 1589)
- 27 novembre - Pieter Meulener, pittore fiammingo (n. 1602)
- 30 novembre - John Selden, giurista e politico inglese (n. 1584)

### Dicembre
- 1º dicembre - Giacomo Micaglia, linguista e lessicografo italiano (n. 1601)
- 1º dicembre - Gerolamo Sersale, gesuita e astronomo italiano (n. 1584)
- 2 dicembre - Alvise Mocenigo, politico e ammiraglio italiano (n. 1583)
- 4 dicembre - Francesco Fieravino, pittore italiano (n. 1611)
- 11 dicembre - Semplice da Verona, pittore e religioso italiano (n. 1589)
- 15 dicembre - Anne Villiers, contessa di Morton, nobildonna britannica
- 25 dicembre - Anton Matthäus II, giurista tedesco (n. 1601)

### Senza giorno specificato
- Cornelis Helmbreker, organista e compositore olandese (n. 1590)
- Jacopo Apollonio, pittore italiano
- Iacopo Badoer, politico, librettista e poeta italiano (n. 1602)
- Ottavio Beltrano, scrittore e tipografo italiano (n. 1598)
- Pierre Broussel, politico francese (n. 1575)
- Bernardino Casella, scultore e stuccatore svizzero (n. 1595)
- Baccio Ciarpi, pittore italiano (n. 1574)
- Francesco Contin, architetto svizzero (n. 1590)
- José Antonio González de Salas, umanista e scrittore spagnolo (n. 1588)
- Germain Habert, religioso e poeta francese (n. 1610)
- David Kirke, navigatore inglese (n. 1597)
- Li Xiangjun, musicista cinese (n. 1624)
- Giovanni Nardi, medico italiano
- Paulus Potter, pittore olandese (n. 1625)
- Hans Putmans, politico e navigatore olandese
- Nicolas Rigault, magistrato, bibliotecario e filologo francese (n. 1577)
- Alexander Ross, scrittore scozzese
- Nicola Sabbatini, architetto e scenografo italiano (n. 1574)
- Agostino Serena, architetto italiano
- Pietro Francesco Valentini, compositore italiano

## Calendario
| Calendario 1654 | Calendario 1654 | Calendario 1654 | Calendario 1654 | Calendario 1654 | Calendario 1654 | Calendario 1654 | Calendario 1654 | Calendario 1654 | Calendario 1654 | Calendario 1654 | Calendario 1654 | Calendario 1654 | Calendario 1654 | Calendario 1654 | Calendario 1654 | Calendario 1654 | Calendario 1654 | Calendario 1654 | Calendario 1654 | Calendario 1654 | Calendario 1654 | Calendario 1654 | Calendario 1654 | Calendario 1654 | Calendario 1654 | Calendario 1654 | Calendario 1654 | Calendario 1654 | Calendario 1654 | Calendario 1654 | Calendario 1654 | Calendario 1654 |
| --------------- | --------------- | --------------- | --------------- | --------------- | --------------- | --------------- | --------------- | --------------- | --------------- | --------------- | --------------- | --------------- | --------------- | --------------- | --------------- | --------------- | --------------- | --------------- | --------------- | --------------- | --------------- | --------------- | --------------- | --------------- | --------------- | --------------- | --------------- | --------------- | --------------- | --------------- | --------------- | --------------- |
|                 | 1               | 2               | 3               | 4               | 5               | 6               | 7               | 8               | 9               | 10              | 11              | 12              | 13              | 14              | 15              | 16              | 17              | 18              | 19              | 20              | 21              | 22              | 23              | 24              | 25              | 26              | 27              | 28              | 29              | 30              | 31              |                 |
| Gennaio         | Gi              | Ve              | Sa              | Do              | Lu              | Ma              | Me              | Gi              | Ve              | Sa              | Do              | Lu              | Ma              | Me              | Gi              | Ve              | Sa              | Do              | Lu              | Ma              | Me              | Gi              | Ve              | Sa              | Do              | Lu              | Ma              | Me              | Gi              | Ve              | Sa              |                 |
| Febbraio        | Do              | Lu              | Ma              | Me              | Gi              | Ve              | Sa              | Do              | Lu              | Ma              | Me              | Gi              | Ve              | Sa              | Do              | Lu              | Ma              | Me              | Gi              | Ve              | Sa              | Do              | Lu              | Ma              | Me              | Gi              | Ve              | Sa              |                 |                 |                 |                 |
| Marzo           | Do              | Lu              | Ma              | Me              | Gi              | Ve              | Sa              | Do              | Lu              | Ma              | Me              | Gi              | Ve              | Sa              | Do              | Lu              | Ma              | Me              | Gi              | Ve              | Sa              | Do              | Lu              | Ma              | Me              | Gi              | Ve              | Sa              | Do              | Lu              | Ma              |                 |
| Aprile          | Me              | Gi              | Ve              | Sa              | Do              | Lu              | Ma              | Me              | Gi              | Ve              | Sa              | Do              | Lu              | Ma              | Me              | Gi              | Ve              | Sa              | Do              | Lu              | Ma              | Me              | Gi              | Ve              | Sa              | Do              | Lu              | Ma              | Me              | Gi              |                 |                 |
| Maggio          | Ve              | Sa              | Do              | Lu              | Ma              | Me              | Gi              | Ve              | Sa              | Do              | Lu              | Ma              | Me              | Gi              | Ve              | Sa              | Do              | Lu              | Ma              | Me              | Gi              | Ve              | Sa              | Do              | Lu              | Ma              | Me              | Gi              | Ve              | Sa              | Do              |                 |
| Giugno          | Lu              | Ma              | Me              | Gi              | Ve              | Sa              | Do              | Lu              | Ma              | Me              | Gi              | Ve              | Sa              | Do              | Lu              | Ma              | Me              | Gi              | Ve              | Sa              | Do              | Lu              | Ma              | Me              | Gi              | Ve              | Sa              | Do              | Lu              | Ma              |                 |                 |
| Luglio          | Me              | Gi              | Ve              | Sa              | Do              | Lu              | Ma              | Me              | Gi              | Ve              | Sa              | Do              | Lu              | Ma              | Me              | Gi              | Ve              | Sa              | Do              | Lu              | Ma              | Me              | Gi              | Ve              | Sa              | Do              | Lu              | Ma              | Me              | Gi              | Ve              |                 |
| Agosto          | Sa              | Do              | Lu              | Ma              | Me              | Gi              | Ve              | Sa              | Do              | Lu              | Ma              | Me              | Gi              | Ve              | Sa              | Do              | Lu              | Ma              | Me              | Gi              | Ve              | Sa              | Do              | Lu              | Ma              | Me              | Gi              | Ve              | Sa              | Do              | Lu              |                 |
| Settembre       | Ma              | Me              | Gi              | Ve              | Sa              | Do              | Lu              | Ma              | Me              | Gi              | Ve              | Sa              | Do              | Lu              | Ma              | Me              | Gi              | Ve              | Sa              | Do              | Lu              | Ma              | Me              | Gi              | Ve              | Sa              | Do              | Lu              | Ma              | Me              |                 |                 |
| Ottobre         | Gi              | Ve              | Sa              | Do              | Lu              | Ma              | Me              | Gi              | Ve              | Sa              | Do              | Lu              | Ma              | Me              | Gi              | Ve              | Sa              | Do              | Lu              | Ma              | Me              | Gi              | Ve              | Sa              | Do              | Lu              | Ma              | Me              | Gi              | Ve              | Sa              |                 |
| Novembre        | Do              | Lu              | Ma              | Me              | Gi              | Ve              | Sa              | Do              | Lu              | Ma              | Me              | Gi              | Ve              | Sa              | Do              | Lu              | Ma              | Me              | Gi              | Ve              | Sa              | Do              | Lu              | Ma              | Me              | Gi              | Ve              | Sa              | Do              | Lu              |                 |                 |
| Dicembre        | Ma              | Me              | Gi              | Ve              | Sa              | Do              | Lu              | Ma              | Me              | Gi              | Ve              | Sa              | Do              | Lu              | Ma              | Me              | Gi              | Ve              | Sa              | Do              | Lu              | Ma              | Me              | Gi              | Ve              | Sa              | Do              | Lu              | Ma              | Me              | Gi              |                 |